# Hermann Deiters
Hermann Clemens Otto Deiters (ur. 27 czerwca 1833 w Bonn, zm. 11 maja 1907 w Koblencji) – niemiecki muzykolog. Był bratem neuroanatoma Ottona Deitersa.
W latach 1865–1882 publikował w „Allgemeine musikalische Zeitung”. W 1880 roku ukazała się biografia Johannesa Brahmsa jego autorstwa. Odznaczony Orderem Orła Czerwonego II klasy.